# كامل القيسي
كامل القيسي (1 أكتوبر 1929-9 مارس 1985) هو ممثل عراقي ولد في «محلة الحمام المالح». ورغم ولعه بالفن والتمثيل في وقت مبكر من حياته إلا أنه دخل دار المعلمين الابتدائية وتخرج في فرع التربية الرياضية منها في العام الدراسي 1951-1952. أكمل القيسي دراسته في فرع التمثيل بمعهد الفنون الجميلة ببغداد في العام الدراسي 1964-1965.

## أعماله
ارتبط اسمه بالمسرح منذ منتصف أربعينات القرن العشرين حيث كون جماعة «أبناء الفن التمثيلي». أول مسرحية مثل فيها كانت «المثري النبيل» لمولير.
أخرج مسرحيتين لفرقة الفنون المسرحية هما: الناطور ومفتح باللبن. انتقل للفرقة القومية للتمثيل عند تشكيلها سنة 1968 وشارك في أول إنتاج لها في مسرحية «وحيدة».
مثل عدة أفلام روائية منها: ارحموني، الجابي، الباحثون، الأسوار، القادسية، المسألة الكبرى، الحدود الملتهبة.

## الوفاة
توفي كامل القيسي بتاريخ 9 مارس 1985 عن عمر ناهز 56 سنة.